# Raven Goodwin
Raven Shamira Goodwin, född 24 juni 1992 i Washington, D.C., är en amerikansk skådespelerska. Hon började sin skådespelarkarriär som nioåring då hon spelade rollen som Annie Marks i filmen Lovely & Amazing från 2001, vilken hon senare nominerades för i både Black Reel Awards och Independent Spirit Awards. Efter detta spelade hon rollen som Cleo i filmen Station Agent (2003) och senare i Phat Girlz (2006). Hon började sedan att skådespela på TV 2007 då hon spelade rollen som Tangie Cunningham i komediserien Just Jordan på Nickelodeon (2007-2008). Hon har även blivit känd för sin roll som Ivy Wentz i Disney Channel-serien Lycka till Charlie!.